# Rivière Hénault
Pour les articles homonymes, voir Hénault.
La rivière Hénault est un affluent d’une baie de la rive sud du lac Hénault, coulant dans les cantons de Maupassant et de Desranleau, dans le territoire non organisé de Les Lacs-du-Témiscamingue, dans la municipalité régionale de comté (MRC) de Témiscamingue, dans la région administrative de l’Abitibi-Témiscamingue, au Québec, au Canada.
La rivière Hénault coule entièrement en territoire forestier dans la partie ouest de la réserve faunique La Vérendrye ; le cours supérieur de la rivière est presqu’à la limite de la réserve. La foresterie constitue la principale activité économique de ce bassin versant ; les activités récréotouristiques, en second. La surface de la rivière est habituellement gelée du début de la mi-décembre à la mi-avril.

## Géographie
La rivière Hénault prend sa source à l’embouchure du lac Sana (longueur : 0,9 km ; altitude : 351 m). Ce lac chevauche la partie sud du canton Desranleau et la partie nord du canton Maupassant.
L’embouchure du lac Sana est situé à 8,1 km au sud-est de la confluence de la rivière Hénault, à 17,5 km au sud-est de la Chute Hénault située à l’embouchure du lac Hénault lequel se déverse sur la rive sud-est du lac Cawasachouane, et à 33,7 km au sud-est du réservoir Decelles et à 30,3 km Sud-Ouest d’une baie de la rive sud du Grand lac Victoria.
Les principaux bassins versants voisins de la rivière Hénault sont :
- côté nord : lac Hénault, lac Cawasachouane, rivière des Outaouais ;
- côté est : lac Hénault, rivière Dumoine ;
- côté sud : rivière Dumoine, lac Algonquin, rivière aux Écorces, rivière Kipawa ;
- côté ouest : Lac à la Truite, ruisseau Brazeau.

À partir de l’embouchure du lac Sana, la rivière Hénault coule sur 10,0 km selon les segments suivants :
- 0,7 km vers l’est, jusqu’à la rive ouest du lac Néré ;
- 0,9 km vers l'est en contournant une presqu’île s’étendant vers le nord, en traversant le lac Néré (longueur : 4,6 km ; altitude : 356 m) ;
- 3,0 km vers l’est, puis le nord, jusqu’à la rive ouest du lac Padoue ;
- 4,9 km vers le nord-est, en traversant le lac Padoue (longueur : 5,7 km ; altitude : 335 m) ;
- 0,5 km vers le nord, jusqu'à la confluence de la rivière[1].

La rivière Hénault se décharge au fond d’une baie de la rive sud du lac Hénault. Ce lac difforme comporte de nombreuses baies et presqu’îles. Le lac Hénault se déverse dans le lac Cawasachouane lequel est contiguë au Grand lac Victoria qui est traversé par la rivière des Outaouais.
Cette confluence de la rivière Hénault est située, à 13,1 km au sud-est de la chute Hénault localisée à l’embouchure du lac Hénault, à 22,2 km au sud-est de la rive sud du Grand lac Victoria, à 61,0 km au sud-est de la route 117, à 3,1 km au nord du lac de tête de la rivière Dumoine laquelle coule vers le sud, à 31,5 km au sud-est du réservoir Decelles.

## Toponymie
Le mot Hénault constitue un patronyme d’origine française.
Le toponyme rivière Hénault a été officialisé le 24 octobre 1973 à la Commission de toponymie du Québec.